# Illa de sa Porrassa
Illa de sa Porrassa är en ö i Spanien.   Den ligger i regionen Balearerna, i den östra delen av landet, 500 km öster om huvudstaden Madrid.